# Soltan-Bacht-Agha-Mausoleum
Das Soltan-Bacht-Agha-Mausoleum (persisch آرامگاه سلطان بخت آقا, IPA:ɑɾɑmɡɑh ɛ soltɑn bæxt ɑɢɑ) ist ein historisches Mausoleum in der iranischen Stadt Isfahan. Soltan Bacht Agha war die Nichte des Königs Schah Scheich Abu Esshaq aus der Dynastie der Injuiden, die über einige Teile des Irans herrschten.
Nach der Ermordung ihres Onkels durch rivalisierende Muzaffariden entschloss sich Soltan Bacht Agha, deren Herrscher, Mubariz ed-Din Muhammad, zu heiraten. So wollte sie unterstützt durch Schwager Dschalaleddin den Hof der Mozaffariden beeinflussen und einen Riss unter den Fürsten erzeugen. Als Mubariz ad-Din Muhammad die Intrige seiner Frau bemerkte, befahl er, sie zu töten. Daraufhin eroberte Dschalaleddin Isfahan und befahl, ein großartiges Mausoleum auf ihrer Grabstätte zu erbauen.